# 이탈리아 전함 단테 알리기에리
이탈리아 전함 단테 알리기에리(이탈리아어: Dante Alighieri)는 이탈리아 왕국 해군 최초의 드레드노트로, 1913년 처음 배치되었다. 제1차 세계 대전 동안 기함으로 배정받았지만, 1918년 제2차 두라초 전투를 제외하고는 실전에 배치된 적이 없었다. 단테 알리기에리는 1923년 재조정되었고, 1928년 해군 전함 목록에서 배제된 뒤 해체되었다.

## 설계

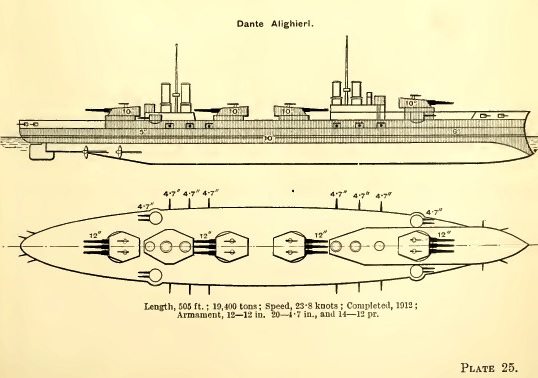
1923년 해군 연보에 기록된 "단테 알리기에리"의 도안 및 우측 고도. 음영된 부분은 장갑을 두른 곳이다.

단테 알리기에리는 측면 사격에 최적화된 구경의 주포를 가진 전함을 지지했던 비토리오 쿠니베르티 장군의 아이디어를 바탕으로 이탈리아 왕국 해군의 수석 건설자인 후방 기술자 에도아르도 마스데아가 설계했다. 게다가, 배의 상부 구조와 굴뚝은 최소한으로 유지되어야 했다.
단테 알리기에리의 수선 길이는 158.4m, 전장은 168.1m였다. 선폭은 26.6m였고, 흘수는 8.8m였다. 단테 알리기에리는 일반 배수량은 19,552톤이었다. 단테 알리기에리는 2개의 방향키가 차례차례 배열되어 있었고, 31명의 장교와 950명의 승조원이 탑승했다. 배는 파슨스 증기 터빈에 의해 구동되는 4개의 프로펠러 구동축에 의해 추진되었다. 터빈을 위한 증기는 23개의 블레친덴 수관 보일러에 의해 공급되었는데, 그 중 7개는 기름을 태웠고 나머지 16개는 석유와 석탄의 혼합물을 태웠다. 보일러는 두 개의 굴뚝이 있는 두 개의 칸으로 넓게 분리되어 있었고, 터빈은 두 개의 중앙 포탑 사이에 위치해 있었다.
35,000 축마력(26,000 kW)에서 최대 23노트의 속도에 도달하도록 설계된 단테 알리기에리는 32,190 shp에서 22.83 nots의 최고 속도를 내면서 선박 시험에서 이 목표에 도달하는 데 실패했다. 이 배는 최대 3,000톤의 석탄과 알려지지 않은 양의 연료유를 저장할 수 있었고, 이를 통해 전함 단테 알리기에리의 항속거리는 10kn에서 4,800해리, 22kn에서 1,000해리에 달했다. 전함 단테 알리기에리의 장갑은 수선장갑대가 254 mm, 갑판이 38 mm, 포탑이 254 mm, 사령탑이 305 mm였다.

### 무장
단테 알리기에리의 주요 무장은 배의 중앙선에 배치된 4개의 3중 포탑에 305 mm/46형 1909 (12인치) 포 12문으로 구성되어 있었고,포탑 중 어느 것도 적층식 포탑이 아니었다. 러시아 제국 해군을 위해 설계된 후대의 전함과 순양함은 단테 알리기에리의 포탑 배치를 공유했지만, 사료를 통해 러시아 해군이 러시아의 사정으로 적층식 포탑을 배치한 것을 알 수 있다.
자료에 따라 단테 알리기에리에 탑재한 주포의 성능은 다르지만, 해군 역사가 조르조 조르제리니는 452 kg의 철갑탄을 분당 1발의 속도로 발사했으며, 포구속도는 초당 840m로 최대 사거리는 24,000m에 달했다고 주장했다.

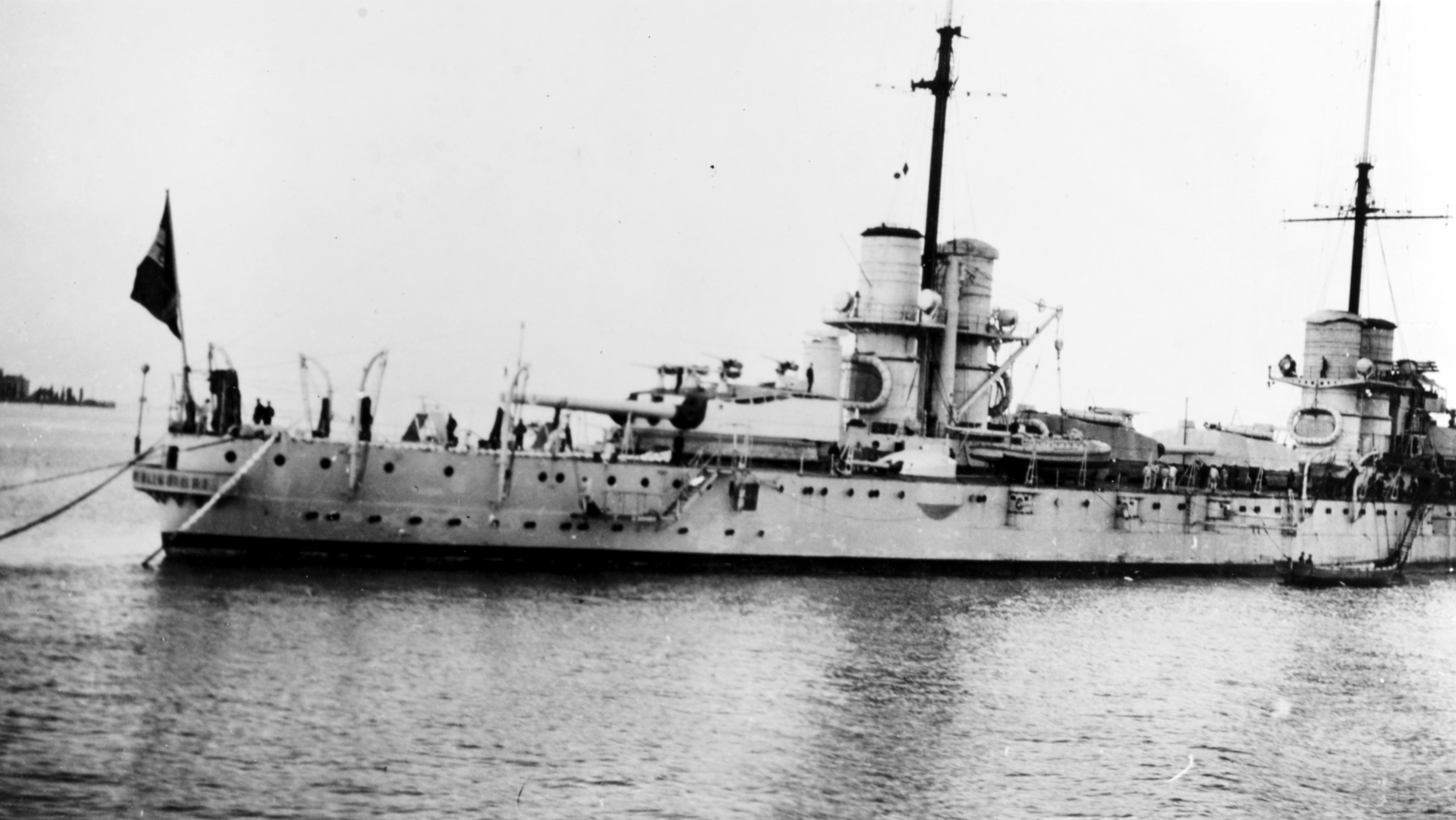
1919년 단테 알리기에니.

단테 알리기에리의 부포는 20문의 50구경 120밀리 포로 구성되어 있었고, 이 중 8문의 부포는 전방과 후방의 주포 포탑에 나란히 설치되었고 나머지 12개의 부포는 선체 측면 포곽에 장착되었다. 부포는 -10도까지 하강할 수 있었고, 상승각은 +15도였다. 부포는 최대 거리 11,000m까지 초당 850m의 포구속도로 22.1kg의 고폭탄을 발사할 수 있었다. 어뢰정에 대한 방어를 위해 단테 알리기에리는 포탑 꼭대기에 76mm 포 13문을 장착했다. 76mm 포는 분당 10발을 발사할 수 있어 발사속도가 더 빨랐지만, 부포와 같은 부앙각을 가졌다. 76mm 포는 초당 815m의 포구속도를 가진 6kg의 철갑탄을 발사했고, 최대 사거리는 9,100m였다. 전함 단테 알리기에리는 또 45cm 크기의 어뢰정 3개를 측면에 1개씩, 선미에 3개씩 장착했다.

## 운용
중세 이탈리아 시인인 단테 알리기에리의 이름을 딴 이탈리아 전함 단테 알리기에리는 이탈리아 해군의 선박 중 유일하게 시인의 이름을 딴 전함이었다. 이탈리아 전함 단테 알리기에리는 1909년 6월 6일 카스텔람마레 디 스타비아의 해군 조선소에서 기공했고, 1910년 8월 20일에 진수되어 1913년 1월 15일에 완성되었다. 단테 알리기에리는 1913년부터 1914년까지 커티스의 수상부양기를 평가하는 데 사용되었다. 1915년 이탈리아가 제1차 세계 대전에 참전했을 때 단테 알리기에리는 타란토에 본부를 둔 제1함대의 기함이었고, 1916년까지 제1함대에 배속되었다. 이후 단테 알리기에리는 아드리아해 남부와 이오니아해에 있는 이탈리아 함대에 배속되었다. 1918년 이탈리아 부제독 파올로 타온 디 레벨의 지휘 하에 이탈리아 전함 단테 알리기에리는 1918년 10월 2일 두라초를 폭격하는 연합군 함선을 공격할 수도 있는 카타로에 기지를 둔 오스트리아-헝가리 제국 함선을 요격할 수 있는 위치에 있었다. 오스트리아-헝가리 제국해군은 카타로 항구에서 떠나지 않았고, 이탈리아 전함 단테 알리기에리는 전투 내내 포격을 하지 않았다.

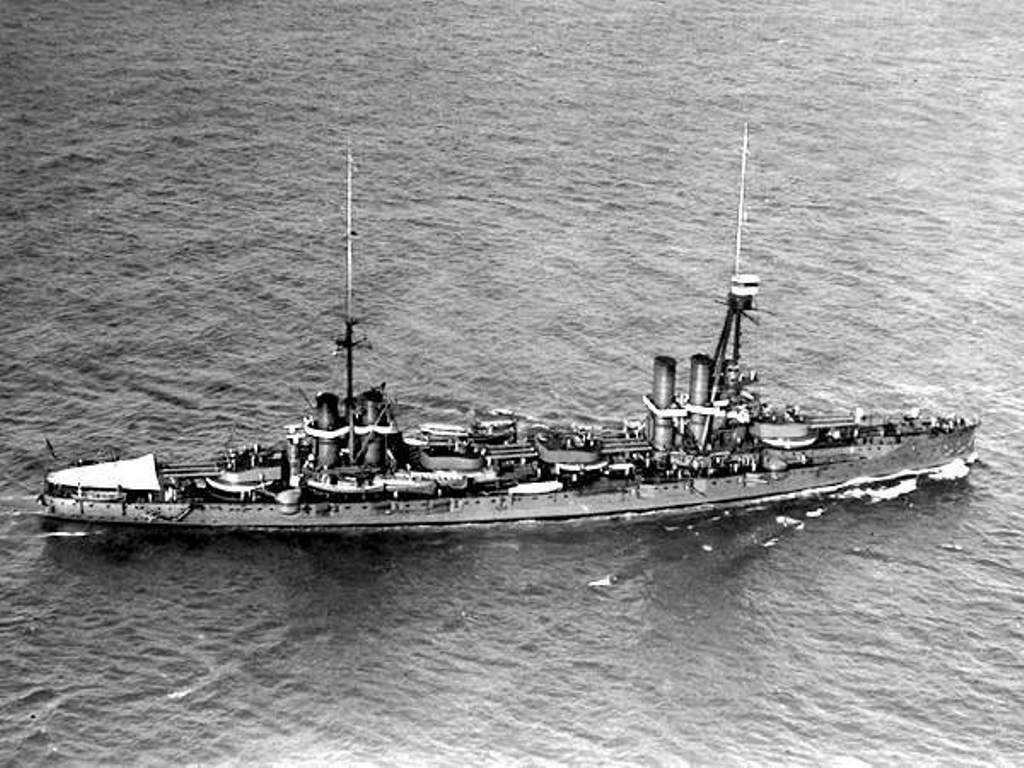
1923년 재조정된 뒤의 "단테 알리기에리"

이탈리아의 왕 비토리오 에마누엘레 3세는 1922년 제네바 경제 및 금융 회담에 전함 단테 알리기에리를 타고 참석했다. 전함 단테 알리기에리는 1923년 3번 포탑에 삼각 앞돛대와 항공기 이륙용 갑판을 장착했으며, 선교와의 연기 간섭을 줄이기 위해 앞쪽 굴뚝을 더 높게 만들었다. 전함 단테 알리기에리는 1924년에 최대 26,000미터의 범위를 가진 새로운 사격 통제 장치를 시험했다. 전함 단테 알리기에리의 새로운 삼각 앞돛대는 장치의 무게에 비해 충분히 견고하지 않았지만, 사격 통제 장치 자체는 성공적인 것으로 판단되었고, 이 장치는 콘테 디 카보르급 전함에 설치되었다. 1924년 베니토 무솔리니는 전함 단테 알리기에리를 타고 팔레르모로 갔다. 제1차 세계 대전 참전 이후 이탈리아의 경제가 악화되었고 이로 인해 이탈리아 해군이 대규모 함대를 운용할 수 없게 되자 이탈리아 해군 제독 조반니 세치는 해군 예산을 맞추기 위해 1928년 전함 단테 알리기에리와 인양된 전함 레오나르도 다빈치를 해체하기로 결정하였다. 1928년 7월 1일 전함 단테 알리기에리는 퇴역했으며, 곧 해체되었다.

### 내용주
1. ↑  프리드만은 전함 단테 알리기에리의 주포가 416.92 kg에서 452.32kg 사이의 철갑탄을 발사하고, 포구속도 역시 초당 861m였을 것이라고 주장했다.[6]
2. ↑  단테 알리기에리에 장착된 76mm 포의 종류에 대해 자료마다 차이가 있다. 프라차롤리는 76mm 포가 오래된 40구경 포였고 1915년에 새로운 50구경 포로 대체되었다고 주장한다. 하지만 프레스턴[1] 과 프리드만은 처음부터 50구경 포를 장착했다고 주장한다.[8]

### 참조주
1. 1 2 3 4 5  Preston, p. 175
2. 1 2 3 4 5 6 7 8  Fraccaroli, p. 259
3. 1 2 3 4  Hore, p. 174
4. ↑  McLaughlin, pp. 209–215
5. ↑  Giorgerini, pp. 268, 276
6. ↑  Friedman 2011, pp. 233–234
7. ↑  Giorgerini, pp. 268, 277–278
8. ↑  Friedman 2011, pp. 240–241
9. ↑  Sandler, p. 102
10. ↑  Cernuschi & O'Hara, p. 62
11. ↑  Halpern, p. 175
12. ↑  Fink, p. 41
13. ↑  Friedman 2008, p. 262
14. ↑  Dickie, p. 152
15. ↑  Goldstein & Maurer, p. 226